# Paravima locumida
Paravima locumida is een hooiwagen uit de familie Agoristenidae.